# Charles Arthur Bolton
Charles Arthur Bolton, britanski general, * 1882, † 1964.